# Église Notre-Dame-de-l'Assomption de Villefranche-du-Périgord
L'église Notre-Dame-de-l'Assomption de Villefranche-du-Périgord, dans le département de la Dordogne. Elle fait partie de la paroisse Notre-Dame de Capelou.

## Historique
Une première église a été construite sur la place de la bastide de Villefranche peu de temps après la fondation de la bastide par Alphonse de Poitiers, en 1261. L'église est détruite pendant les guerres de religion. Le diocèse de Sarlat est créé par le pape Jean XXII en 1317. La paroisse de Villefranche dépend alors de l'archiprêtré de Capdrot.
Une deuxième église est construite en 1613. Le manque de moyens financiers a fait que cette nouvelle église a été construite à l'économie. Peu avant 1776, elle a été restaurée par le maître maçon Pierre Cabanes de Monpazier.
Un siècle plus tard, l'église est ruinée et devient dangereuse. Elle est reconstruite suivant les plans de Paul Abadie, architecte diocésain, architecte du Sacré-Cœur de Montmartre.
L'église est consacrée le 8 septembre 1869.

## Description
L'église a été construite selon un plan en croix grecque. La réalisation de chapelles de plus petite hauteur entre les branches de cette croix l'a inscrite dans une surface carrée. La surface disponible étant limitée, il n'a pas été possible de réaliser une abside.
La façade principale est un clocher-mur. L'entrée se fait par un portail en plein cintre situé au centre. Au-dessus se trouve une baie centrale flanquée de deux arcatures aveugles. Les cloches sont au troisième niveau. Cette partie de la façade est flanquée de deux tours quadrilatérales avec des contreforts percés de meurtrières et couvertes chacune par un toit à quatre pans.
Les autres façades sont percées de trois baies en plein cintre.
La croisée du transept est couverte d'un toit à quatre pans.
| - Plan schématique de l'église - Le chœur et les chapelles dans les angles des bras de la croix - Le chœur et le bras sud de la croix - Le chœur et la voûte de la croisée |

## Mobilier
L'église renferme une Vierge dorée et une croix de procession.

## Vitraux
Les vitraux de l'église aux été réalisés par le peintre-verrier Gustave Pierre Dagrant de Bordeaux, en 1902.

Vitraux de l'église
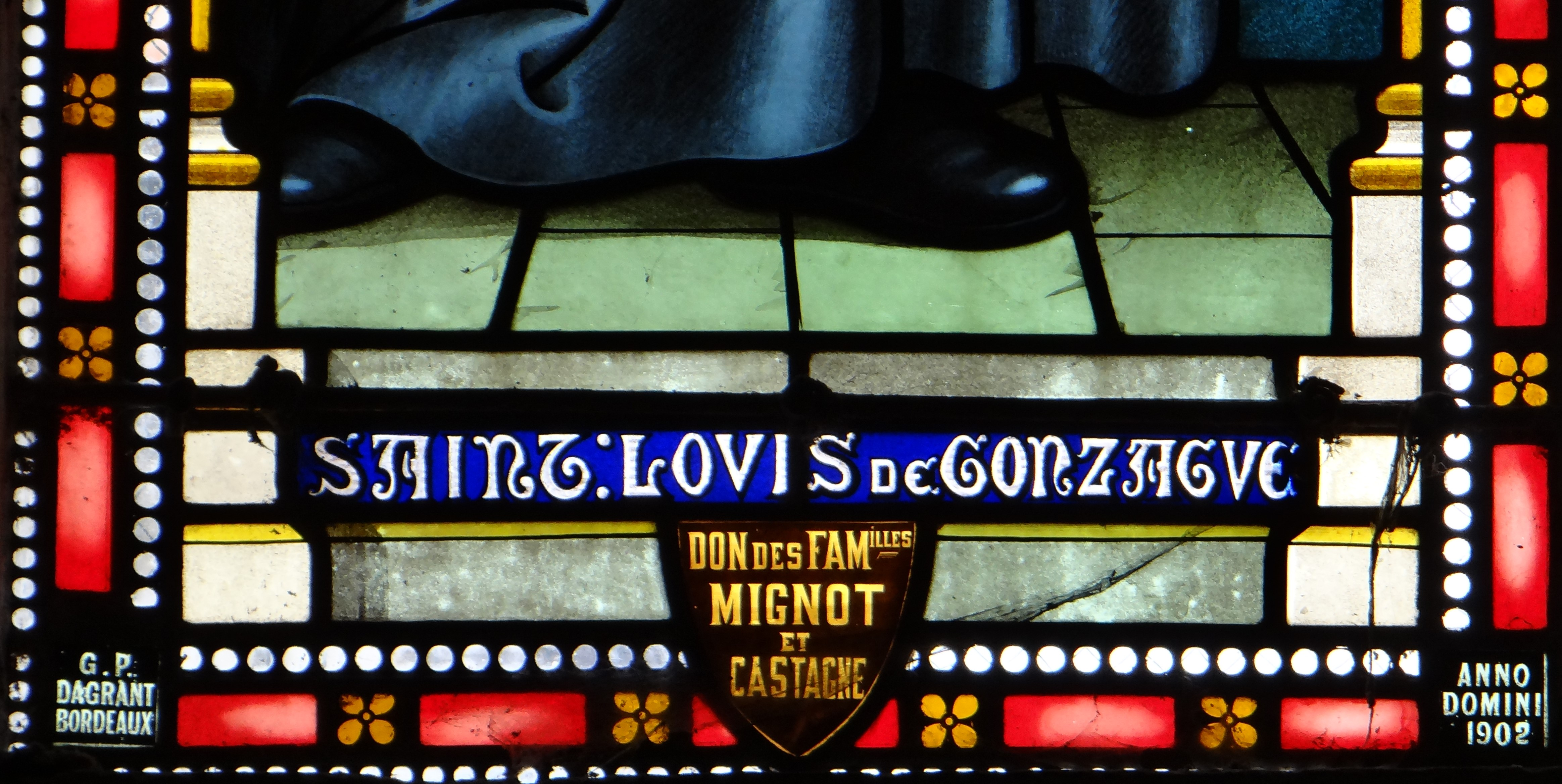
G. P. Dagrant 1902
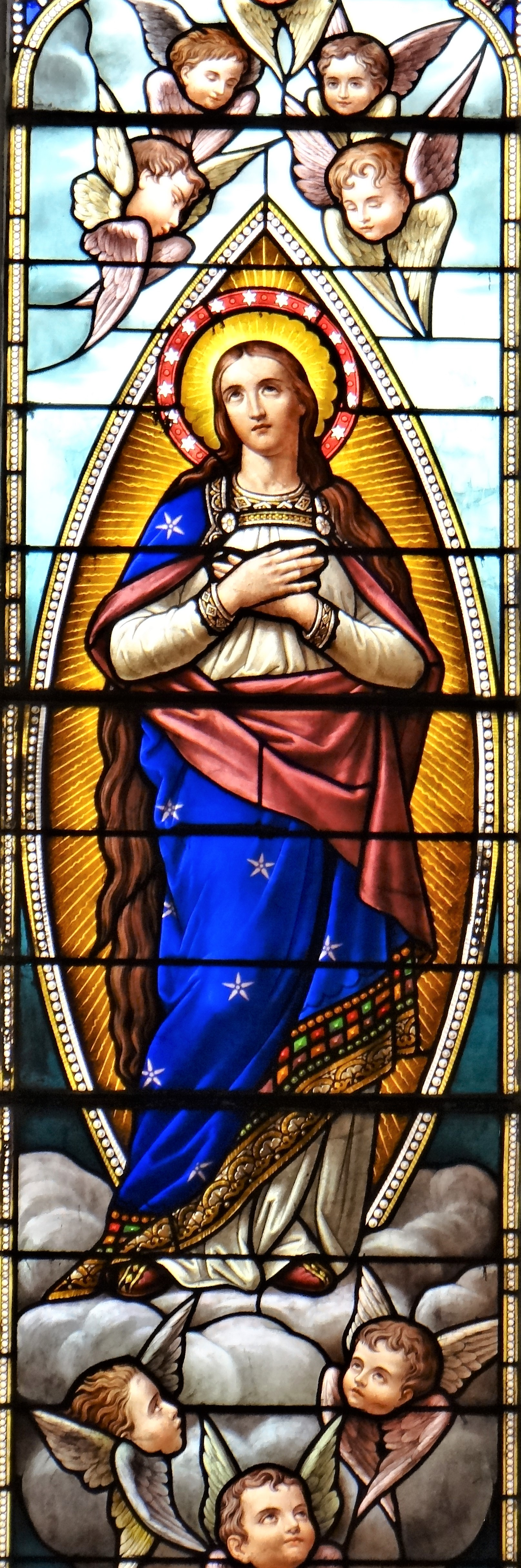
Vitrail du chœur : Assomption de Marie
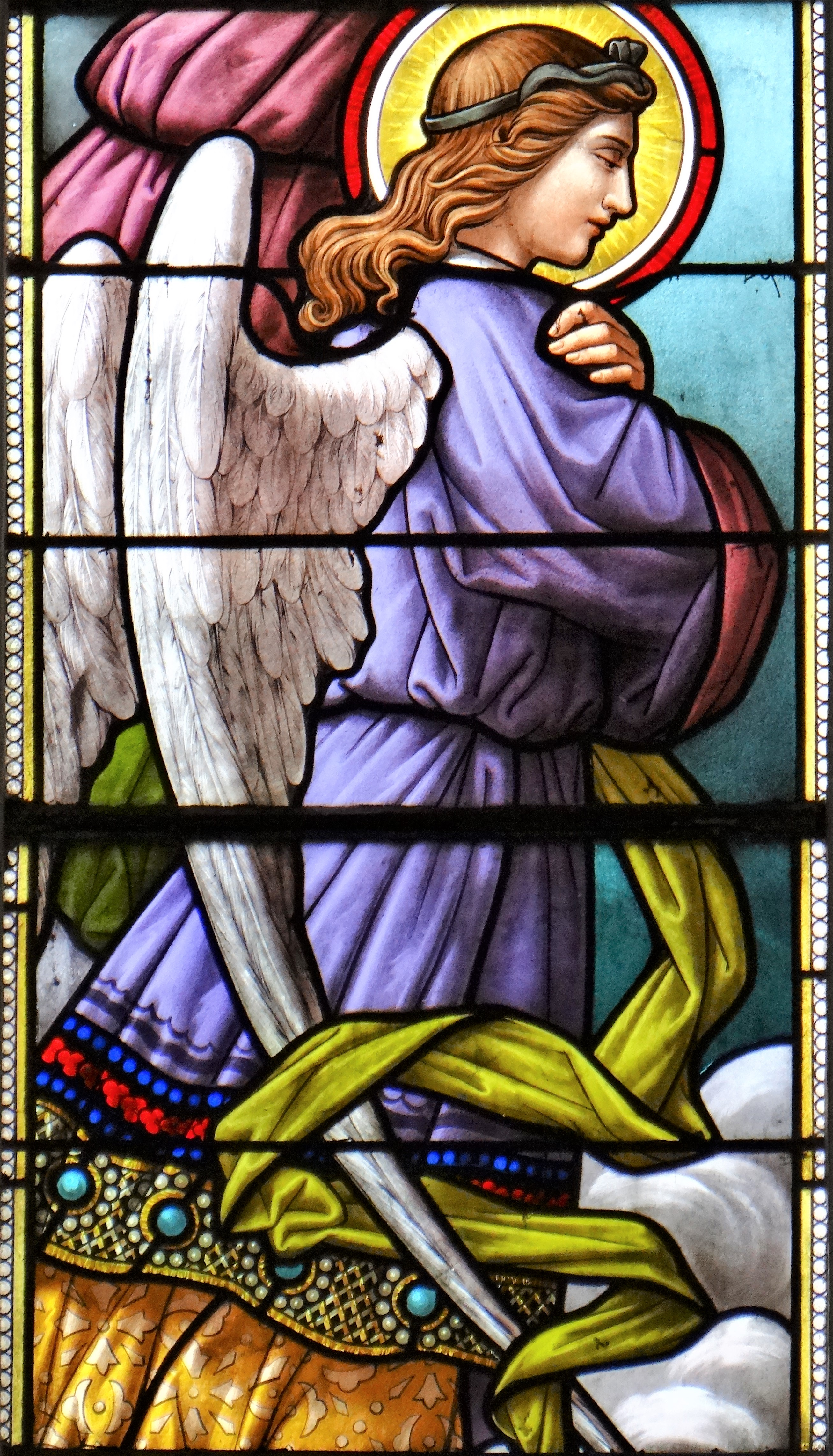
Vitrail du chœur : Un ange
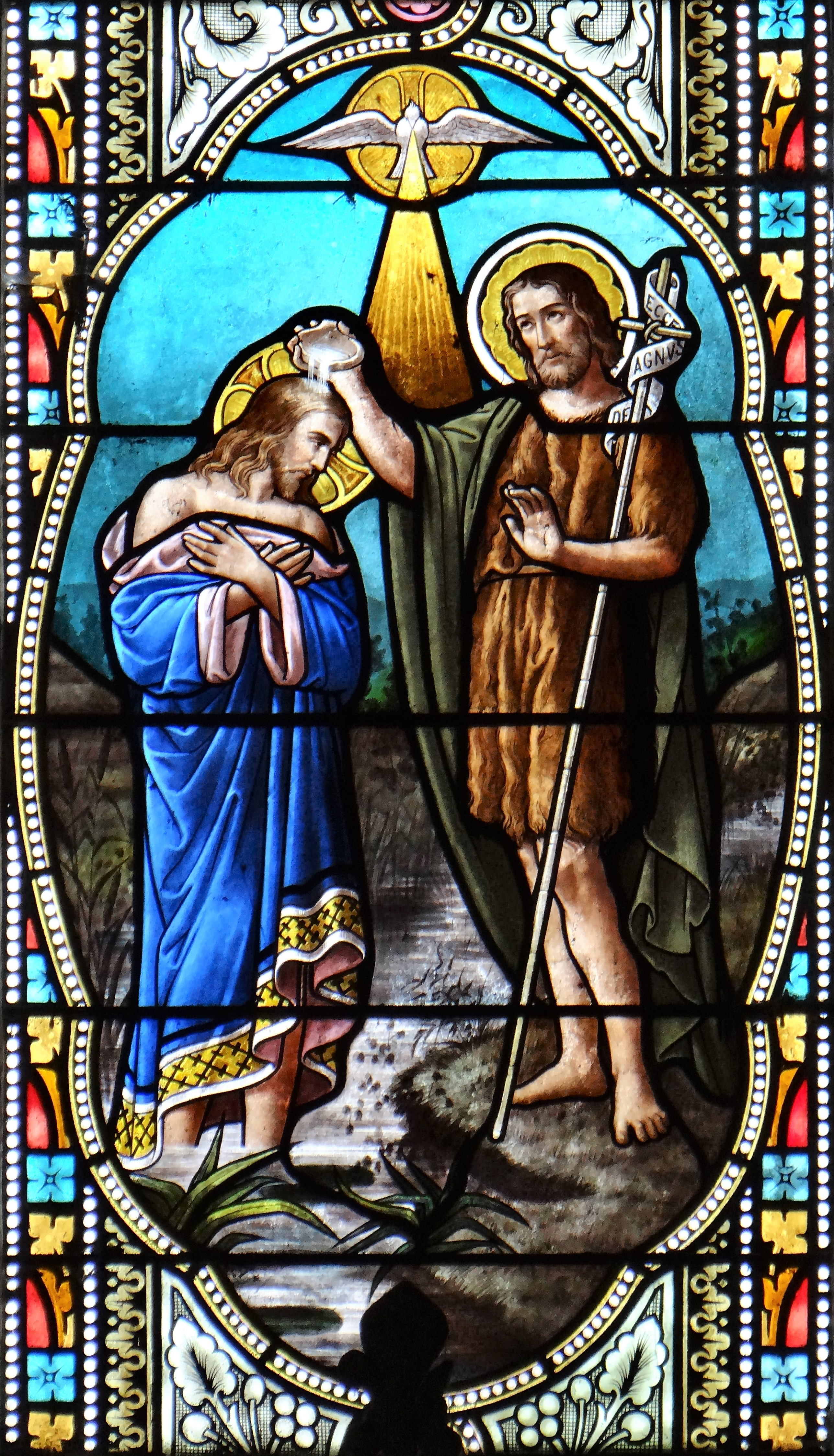
Vitrail d'une chapelle : Baptême du Christ
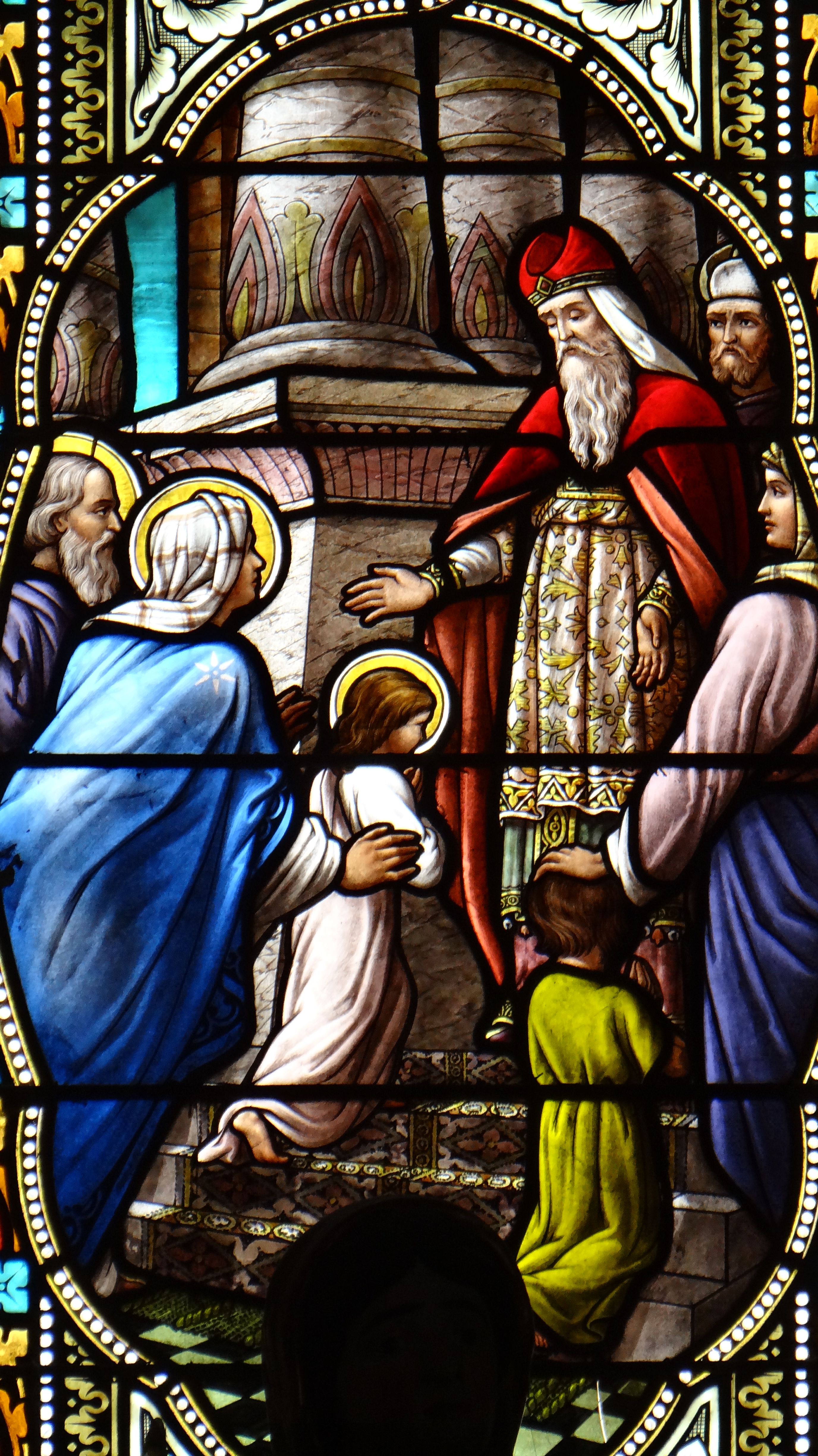
Vitrail d'une chapelle : Présentation de Marie au Temple
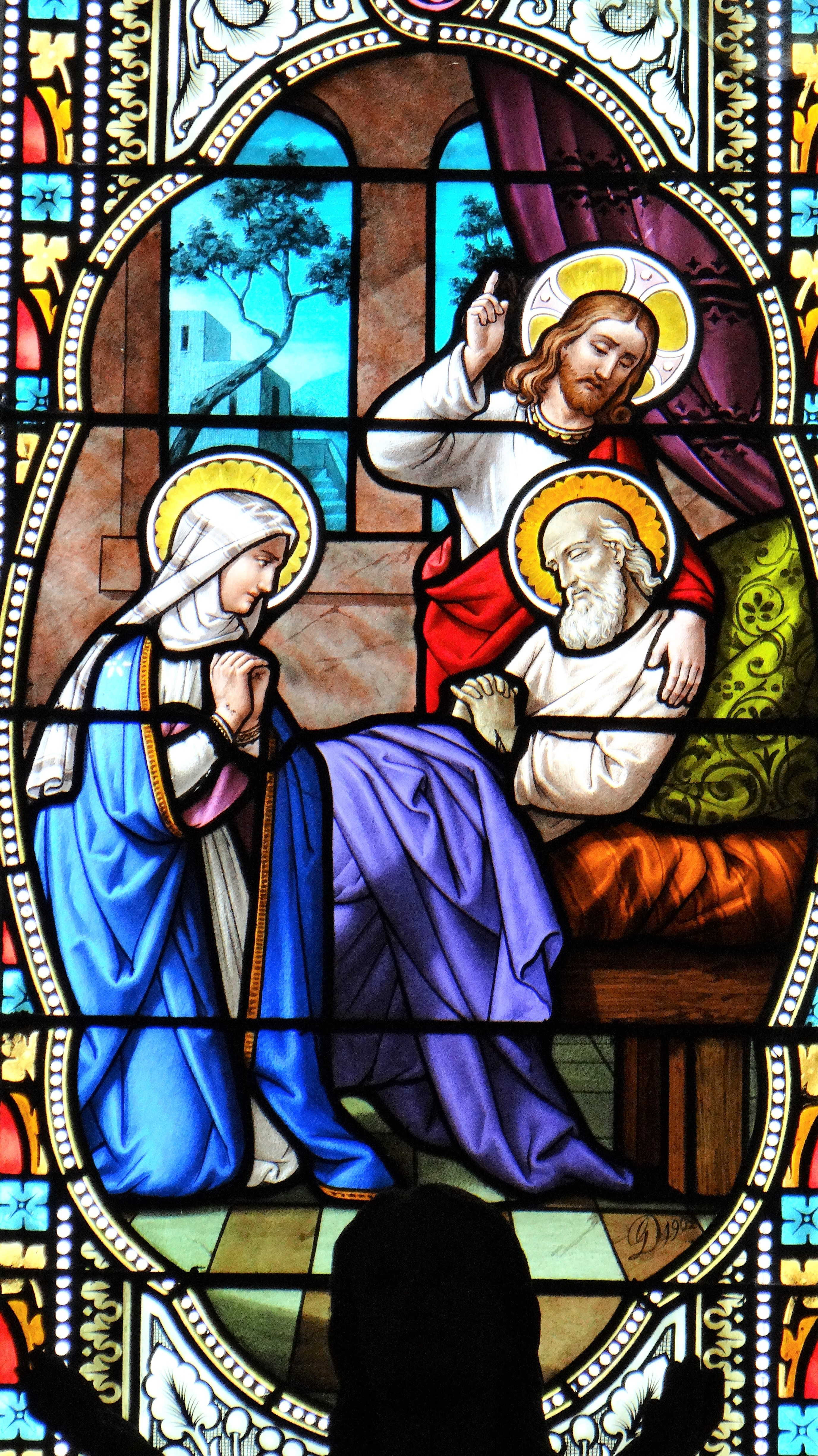
Mort de Joseph